# Аврамчик Микола Якович
Микола Аврамчик (біл. Мікола Якаўлевіч Аўрамчык; 14 січня 1920, с. Плеси, нині Бобруйський район, Могилівська область — 8 травня 2017, Мінськ) — білоруський поет, письменник, перекладач.

## Біографія
Закінчив школу у Плесах і Цялуші. 1938 вступив на філологічний факультет  Мінського педагогічного інституту. 
Під час Другої світової війни брав участь в боях на Північно-Західному і Волховському фронтах сталінської армії. При оточенні в червні 1942 р. потрапив до німецького полону, вивезений до  Рурської області на роботи у кам'яновугільних шахтах. У квітні 1945 року звільнений англійцями та переданий комуністам. Фільтраційна комісія МГБ СССР примусила Аврамчика до каторжних робіт на таких самих вугільних шахтах Донбасу, але без фінансового відшкодування. 
Закінчив філологічний факультет Білоруського державного університету (1949). Працював у редакціях газет «Червона Зміна», «Література і мистецтво» (1932), в журналі "Полум'я (1922). У 1953—1980 - редактор відділу поезії журналу «Молодість» (1953). Жив у селі Ступені.
Мав трьох доньок — Світлану, Ірину, Наталю.
Останні роки тяжко хворів. Помер 8 травня 2017 в Мінську.

## Творчість
Дебютував віршами  1937. Автор збірок поезій «Передній край» (1949), «Шляхами дружби» (1952), «Ключ журавлиний» (1960), «Зустріч колишніх канагонів» (1963), «Університетське містечко» (1967), «Оглядини» (1969), «Як на долоні» (1970), «Дерево дружби» (1973), «У підземеллі» (роман, 1986), «Анкета: Вибране» (1990), збірки віршів для дітей «Дружба»(1950). Вийшли друком «Вибране» (1976) і «Вибрані твори в 2 т.» (1980). 
Автор книжки нарисів «Знайомі фігури» (2004), присвяченій білоруським діячам. У співавторстві з Нілом Гілевичем написав «Розповідь про Лису гору». Друкувався в періодичних виданнях, в тому числі у журналі «Дієслово».
Переклав білоруською мовою окремі твори Джорджа Байрона,  А. Міцкевича, Лесі Українки, Івана Франка, Муса Джаліля, Геварга Еміна, Сергія Єсеніна, Ярослава Смєлякова, збірки віршів  С. Михалкова «А що у вас?» (1950), В. Бичка «Три сестри» (1953), поему Миколи Нагнибіди «Волошка» (1961) та інші.
У поезіях відображено драматичну військову долю поета, життя в полоні, шахтарську працю, навчання в університеті, враження від подорожей країною. Микола Аврамчик є майстром сюжетно-організованого вірша, конкретної поетичної деталі, ліричного етюду, замальовки.

## Нагороди
- Нагороджений орденами «Знак Пошани», Вітчизняної війни II ступеня та медалями.
- Лауреат Літературної премії імені Янки Купали (1964) за збірку «Зустріч колишніх канагонів».